# Polyxena Czerninová
Polyxena Czerninová, rozená Polyxena Lobkowiczová, celým jménem Maria Lapidata Polyxena Anna Klementina Jaroslava Aloisie Gabriela Terezie Kunhůta Melanie Pavla od Kříže Valburga Eleonora Leopoldina Antonie Odilie Jana Bosko Josefa (* 28. dubna 1941 Praha) je členkou křimické linie roudnické větve rodu Lobkowiczů. Je vdovou po Děpoldu (Theobaldu) Czerninovi a rovněž sestrou zesnulého ostravsko-opavského biskupa Františka Lobkowicze, někdejšího poslance Jaroslava Lobkowicze, opata tepelského kláštera premonstrátů Filipa Zdeňka Lobkowicze a Marie Sternbergové. Její šlechtický titul (v zemích, kde nebylo jejich užívání zákonem zrušeno či zakázáno) byl princezna, sňatkem s Theobaldem Czerninem získala titul hraběnka.

## Mládí
Jako desetiletá musela s rodinou nuceně opustit rodové sídlo, zámek v Křimicích. Její otec kníže Jaroslav Claude Lobkowicz mohl do roku 1951 vykonávat v zámku kastelána, poté se stal cestářem. Veškerý majetek byl rodině zabaven, jejím rodičům zůstalo pouze vybavení bytu. Rodina poté mohla přebývat v Křimicích, v kancelářích místního pivovaru. Díky mimořádné odvaze učitelů mohla vystudovat jedenáctiletou školu. Nadchla se poté pro medicínu. Přestože školu vystudovala s vyznamenáním, vysokoškolské studium jí vzhledem k jejímu původu nebylo umožněno. Stala se tedy zdravotní sestrou. Její první zaměstnání po škole bylo ve fakultní nemocnici v Plzni na Borech. Pracovala zde až do svatby s Theobaldem Czerninem, příslušníkem jednoho z nejstarších českých šlechtických rodů – Czerninů. Se svým manželem se seznámila na plese v Praze. Svatba se uskutečnila 22. dubna 1961 ve Vejprnicích. S ohledem na zaměstnání manžela u Staveb silnic jim byl přidělen byt v Bílině u Teplic, kde pracovala jako zdravotní sestra v tamních lázních. Roku 1962 se rodině narodil syn Tomáš, v prosinci 1964 dcera Terezie. V roce 1964 se přestěhovala s rodinou do podnikového panelákového bytu v Chodově u Karlových Varů. Uvolněná atmosféra roku 1968 přispěla k tomu, že rodina získala výjezdní doložku do zahraničí. Odjeli do Rakouska za Děpoldovými rodiči. Mezitím sovětská armáda obsadila Československo.

## Život v zahraničí
Cestovali poté přes Německo do Švýcarska. V Bernu zde vymohla prodloužení výjezdní doložky až do konce roku 1969. V dubnu 1969 se však navrátili do Československa.

## Působení po roce 1969
V listopadu 1969 se narodil syn Děpold. Od roku 1971 do roku 1993 žila s rodinou v Rudném u Nejdku. V této době se narodily další dvě děti, Jan (* 1972) a Gabriela (* 1975). S dětmi byla doma až do nástupu nejmladší dcery do školy. Poté pracovala jako rehabilitační sestra v léčebně pro dlouhodobě nemocné, manžel Děpold pracoval v té době již delší dobu jako řidič sanitky. Po sametové revoluci manžel restituoval rodové majetky Czerninů v Dymokurech. Všemi silami se pustili do postupné obnovy hospodářství, včetně zámku v Dymokurech, kde žije od roku 2000.

## Charitativní práce
K roku 2013 byli s manželem aktivními členy Suverénního řádu Maltézských rytířů, kde je členkou III. stavu.
Je hluboce nábožensky založena. V roce 1995 absolvovala v Hradci Králové katechetický kurs a začala vyučovat ve škole v Dymokurech náboženství.